# Ventura County
Ventura County er et amt beliggende i den sydlige del af den amerikanske delstat Californien. Det er en del af delstatens stillehavskyst og Greater Los Angeles Area. Hovedbyen i amtet er Ventura (omtalt San Buenaventura ). I år 2010 havde amtet 823.318 indbyggere. 

## Historie
1860'erne bragte mange ændringer til området. En tørke forårsagede at mange store landbrugsvirksomheder havde store økonomiske vanskeligheder, og de fleste blev lukket, opdelt og solgt. Store dele af jorden blev købt af østlige kapitalister, baseret på gunstige rapporter om store olieforekomster i området. I 1861 blev det første posthus åbnet i San Buenaventura. Den 1. april 1866 blev byen først officielt anerkendt som by, i det der senere blev til hovedbyen Ventura. 
1. januar 1873 blev Ventura County officielt skilt fra Santa Barbara County, hvilket skabte en byge af forandring. Samme år blev en retsbygning og havnekaj opført i San Buenaventura. Hurtigt kom også en bank og det første offentlige bibliotek. Den første high school åbnede i 1890.

## Geografi
Ifølge United States Census Bureau er Ventura Countys totale areal er 5.719,2 km² hvoraf de 939,9 km² er vand. 

### Grænsende amter
- Santa Barbara County - vest
- Kern County - nord
- Los Angeles County - øst/sydøst

### Byer i Ventura
| - Camarillo - Fillmore - Moorpark - Newbury Park - Ojai - Oxnard | - Port Hueneme - Santa Paula - Simi Valley - Thousand Oaks - Ventura |